# Acceptare (roman)
Acceptare (titlu original în engleză: Acceptance) este un roman science fiction al autorului american Jeff VanderMeer, apărut în 2014. Acest roman este al treilea din seria de trei cărți cunoscută ca trilogia Southern Reach (Divizia Sudică), având în prim-plan agenția cu același nume.
Romanul a apărut la 2 septembrie 2014. În România, romanul a apărut în anul 2016, la Editura Trei, în traducerea lui Bogdan Perdivară.

## Prezentare
Acceptare sare în timp și printre perspectivele mai multor personaje din primele două romane ale trilogiei. 

## Vezi și
- Lista volumelor publicate în Colecția Epsilon Science Fiction
- 2014 în științifico-fantastic